# 莱什
莱什（阿爾巴尼亞語發音：[ˈlɛˈʒə]），是阿爾巴尼亞西北部列澤州的一个市镇。位于亚得里亚海畔。行政中心为莱什市。莱什市也是莱什州的行政中心。市镇面積为514.97平方公里，2011年人口数量为65,633人，而作为行政分区的莱什市的人口数量則为15,510人。